# Christine Magnuson
Christine Magnuson (n. 17 octombrie 1985, Palos Heights⁠(d), Illinois, SUA) este o înotătoare americană, medaliată olimpică. A participat la o ediție a Jocurilor Olimpice (2008) în care a câștigat 3 medalii de argint.